# Helga Schager

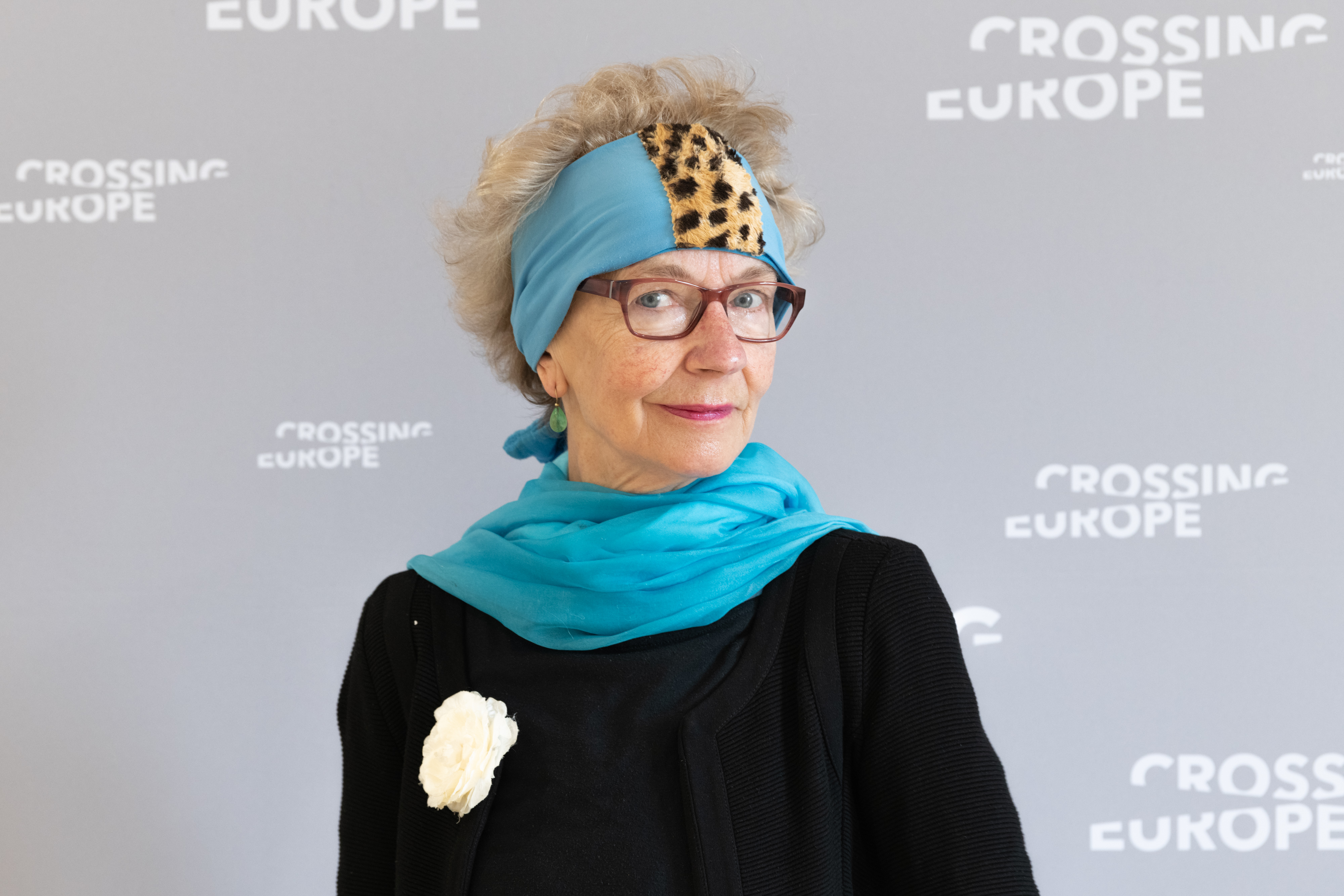
Helga Schager (2022)

Helga Schager (* 1955 in Aschach an der Donau, Oberösterreich) ist eine österreichische bildende Künstlerin und Radiojournalistin, lebt und arbeitet in Linz.

## Leben und Werk
Helga Schager studierte an der Universität für künstlerische und industrielle Gestaltung Linz. Ihre Ausstellungstätigkeiten und Projektaktivitäten führten sie seit 1981 unter anderem nach Deutschland, Italien, Tschechien, Litauen, in die Türkei, nach New York City, Bolivien, Brasilien und Nicaragua. Ihre künstlerischen Ausdrucksformen reichen von Stencil Art im öffentlichen Raum bis zu Arbeiten auf Leinwand und Röntgenbildern, Collagen, Textilkunst, Computergrafik, Kunst am Bau und auch Audio- und Kunstinstallationen. Die Bandbreite der Medien zeichnet ihre Arbeit aus, konstant dabei ist die feministische und immer politische Grundhaltung der Künstlerin.
„Helga Schager jongliert […] mit Versatzstücken und Symbolen tradierter Systeme wie Familie, Häuslichkeit, Gattin-Sein. […] Sie löst damit diese Symbole aus ihren Kontexten, aus dem Evidenten, dem Augenscheinlichen und gibt sie fein säuberlich und scharf getrennt zur Betrachtung frei, damit auch ihrer Demontage“.
Ihre Werke finden sich unter anderem in der Kunstsammlung des Landes Oberösterreich, im Nordico – Museum der Stadt Linz, Museum Angerlehner, Bundeskanzleramt (Artothek).
Seit 2000 arbeitet Helga Schager als Radiojournalistin für Radio FRO (Freier Rundfunk Oberösterreich) in Linz für feministische Sendeschienen, vorwiegend in Kunst und Kulturbereich. Bis dato erstellte sie über 170 Radiobeiträge, inbegriffen Features, Hörspiele und Soundcollagen und ist Initiatorin und Produzentin der Reihe „Listen To The Female Artists“ mit 37 Radio-Features. Ihre Beiträge werden unter anderem auf Radio Orange 94.0 Wien, Radio Agora Klagenfurt, Radio Helsinki Graz, Radiofabrik 107,5 Salzburg, Freies Radio Innsbruck (Freirad 105.9), Freies Radio Freistadt, Radio LoRa Zürich ausgestrahlt.
Preisgekrönt wurde ihr Werk unter anderem beim Track 5´– Ö1 Kurzhörspielwettbewerb, beim Kunstwettbewerb „Lichtblick Wasser“, LINZ AG Kunstforum und beim Radiopreis: „Goldene Ätherwelle" – Kategorie Klangraum“. Sie ist verheiratet mit dem Künstler Herbert Schager.

## Ausstellungen (Auswahl)
- 1981: „Textilkunst 81“, Institut für künstlerische Textilgestaltung, Linz (Beteiligung)
- 1991: „Maidachten“, Dachgalerie Stadtwerkstatt Linz (mit Herbert Schager)
- 1992: „Auf’s Tapet bringen“, Galerie Seghaier, Wien
- 1993: „por ejemplo“, Salon Gildaro Antezana, Cochabamba, Bolivien (Beteiligung)
- 1994: „ObjektTexilBild“, Oberösterreichisches Landesmuseum Linz (Beteiligung)
- 1995: „Kon-Takt“, Kunstverein Paradigma, Linz
- 1996: „Rahmung ....denn sie wissen nicht, was sie tun“, „Staatsgalerie“, Kunsthaus Tacheles, Berlin (mit Herbert Schager)
- 1999: „linz-tokyo-new york“, Gallery onetwentyeight, New York City (Beteiligung).
- 1999: „Komplizen“, Galerie im Stifterhaus, Linz (mit Herbert Schager)
- 2000: „Positionen“, Galerie Kulturforum „abraxas“, Augsburg/D (Beteiligung).
- 2001: „Leondinger Eigenart 2001“, Open Air Galerie, Interkulturelles Projekt: „Wer fürchtet sich vorm Schwarzen Mann“ (mit Astrid Esslinger).
- 2002: „Collettiva di artisti austriaci“, Galleria d`arte moderna e contemporanea, Trapani/Sizilien (mit Michael Oberlik, Herbert Schager, Astrid Esslinger)
- 2003: „30°-60°-90° – Hauptdarstellerinnen“, Galerie Berufsvereinigung Bildender Künstler, Linz
- 2005: „Helden“, Galerie Ruprecht, Obermühl (Beteiligung)
- 2007: „funny women“ – Gallery onetwentyeight, New York City (Beteiligung)
- 2007: „Der Apfel fällt nicht weit vom Stamm“ Kunsthaus Tacheles, Berlin (mit Herbert Schager, Oona Valarie Serbest, Ufuk Serbest, Felix Schager)
- 2008: „Sei dir sicher, ich bin da - Stalking“, Kunstuniversität Linz in Kooperation mit dem Frauenbüro der Stadt Linz (mit Eva Knoll)
- 2009: „Vice Versa ART Linz-Vilnius 09“, Arka Galerija, Vilnius/Litauen (Beteiligung)
- 2010: „50 Finger im 44er Haus“, Galerie im 44er Haus, Leonding (mit Herbert Schager, Oona Valarie Serbest, Ufuk Serbest, Felix Schager)
- 2011: „Mythos Kybele“[11], Symposium/Ausstellung, Galerie Universität Anadolu, Eskişehir/Anatolien/Türkei (Beteiligung)
- 2011: „Looking for Paradise – poetische Bilder“, Die Kunstschaffenden – Galerie im OÖ. Kulturquartier
- 2013: “Nextcomic Goes Music”, Die Kunstschaffenden – Galerie im OÖ. Kulturquartier (Beteiligung)
- 2013: „Kunst.Messe.Linz“, Landesgalerie Linz (Beteiligung).
- 2013: „Lichtblick Wasser“, Kunstwettbewerb und Ausstellung, Galerie LINZ AG-Kunstforum (Beteiligung und Preisträgerin)
- 2014: „Women, Street, Art & Studio“, Ausstellung und Buchpräsentation[12], Inoperale Gallery, Wien (Beteiligung).
- 2015: „Narrative X-rays – Von Gummistiefeln, Papierfliegern & Stacheldraht“, Galerie Hofkabinett, Linz[13]
- 2016: „Die Schönheit der Anomalie“ – Galerie in der Schmiede, Pasching (mit Herbert Schager, Oona Valarie Serbest, Ufuk Serbest, Felix Schager)
- 2017: „Turnton Docklands welcomes you to a possible Future in 2047“ – ein Projekt von Time´s up Linz, Lentos Kunstmuseum Linz (Beteiligung)
- 2018: „Schauplatz“, Kunstverein Paradigma Linz (mit Herbert Schager)
- 2019: „Gleich ist nicht gleich“ – Wanderausstellung, Kulturmodell Bräugasse, Passau/D. (Beteiligung)
- 2019: “Reisen” im Rahmen des Nextcomic-Festivals 2019 „next stop linz“, Die Kunstschaffenden – Galerie im OÖ. Kulturquartier (Beteiligung)
- 2019: „Vice Versa Art 2009–2019“, Galerie AKTIONSRAUM LINkZ (Beteiligung).
- 2019: „Gleichstellung und Gleichbehandlung bei der Stadt Linz im Fokus der Kunst“, Galerie LINZ AG-Kunstforum (Beteiligung).
- 2025: „Ich und meine Kompliz*innen“, splace am Hauptplatz der Kunstuniversität Linz[14][15]

## Publikationen (Auswahl)
- 2016 „Mein Leben ist Werkstatt“, Kunstkatalog, Selbstverlag
- 2014 „Women, Street, Art & Studio“, Autorinnen: Robert Hinterleitner, Nathalie Halgand , Daniel Leidenfrost, Bibliothek der Provinz, ISBN 978-3-99028-410-0
- 2009 „Vice Versa ART Linz-Vilnius 09“, Ausstellungskatalog, Herausgeber: Freundeskreis Art Linz 2009 GesbR
- 2007 „Der Apfel fällt nicht weit vom Stamm“, Ausstellungskatalog, erschienen anlässlich der gleichnamigen Ausstellung im Kunsthaus Tacheles Berlin, Verleger: Edition für angewandte Texte, ISBN 978-3-901815-46-1[16]
- 1999 „Komplizen – Helga & Herbert Schager“, Ausstellungskatalog, Herausgeber: OÖ. Landeskulturdirektion, Galerie im Stifterhaus, ISBN 3-85483-009-2.
- 1992 „Meine Arbeit ist beseelt, wie ein Zebra sein Muster hat“. Textiles / Computergrafik, Selbstverlag

## Auszeichnungen
- 2013: Track 5´– Ö1 Kurzhörspielwettbewerb, 1. Platz mit dem Hörstück „Vom Verschnitt zum Premiere-Schnitt“
- 2013: Preisträgerin beim Kunstwettbewerb „Lichtblick Wasser“, LINZ AG Kunstforum in Kooperation bsa:art.
- 2008: Prämierung (3. Platz) des Hörspiels „Auf Augenhöhe“ – Autorin: Elisabeth Vera Rathenböck, Gestaltung: Helga Schager. Ein Projekt im Rahmen des Viertelfestivals im Mostviertel
- 2007: „Mara Mattuschka – Porträt einer Künstlerin“, Nominierung zum Radiopreis der Erwachsenenbildung[17]
- 2005: „Brasilien ist übersteuert“ – 1. Platz Radiopreis: „GOLDENE ÄTHERWELLE – Kategorie Klangraum“, ausgeschrieben von Radio FRO (Freier Rundfunk Oberösterreich)
- 2004: „Kleiner Landeskulturpreis für die Initiative Kulturarbeit“ – Verein SPACEfemFM Frauenradio (Gründungsmitglied)[18]